# 克卜勒61b
克卜勒61b（Kepler-61b）是一顆於2013年發現的太陽系外行星，母恆星是克卜勒61。該行星是以偵測行星通過母恆星前方使母恆星光度下降的凌日法發現。

## 行星狀態
克卜勒61b的半徑稍大於2倍地球半徑，並且位於經驗上的適居帶內側部分。在該區域的行星表面可存在液態水，並且行星表面反照率高，並且相對較低濕度和較高大氣壓。

## 外部連結
- Notes on planet Kepler-61b, Extrasolar Planet Encyclopedia（页面存档备份，存于）
- Kepler mission discoveries.（页面存档备份，存于）